# Lužice (Prachaticei járás)
Lužice település Csehországban, a Prachaticei járásban. Lužice Babice, Netolice és Lhenice településekkel határos. Lakosainak száma 40 fő (2024. január 1.).

## Népesség
A település lakosságának változását az alábbi diagram mutatja:
| Lakosok száma | 193  | 165  | 145  | 79   | 56   | 45   | 37   | 40   | 40   | 40   |
|               | 1869 | 1890 | 1921 | 1950 | 1980 | 2001 | 2017 | 2019 | 2022 | 2024 |